# エドゥアルド・ノヴァク
エドゥアルド・ノヴァク（Eduard Novák 1946年11月27日-2010年10月21日 ）は、チェコスロバキア中央ボヘミア州ブシュチェフラト生まれのチェコのプロアイスホッケー選手。ポジションはフォワード。
日本アイスホッケーリーグの古河電工アイスホッケー部でもプレーし、当時の登録名はエド・ノバックだった。

## 経歴
クラドノ近郊のブシュチェフラトで生まれた。
1962年にクラドノのジュニアチームでキャリアをスタートさせた。Aチームに昇格した後、ピーセク、コシツェで兵役に就いた。1967-68シーズンにクラドノに復帰、同チームで742試合に出場488得点をあげた。
アイスホッケーチェコスロバキア代表として札幌オリンピックで銅メダル、インスブルックオリンピックで銀メダルを獲得した。またアイスホッケー世界選手権でも1976年、1977年に金メダル、1971年、1975年に銀メダルを獲得している。チェコスロバキア代表として113試合に出場48得点をあげた。クラドノでは1970年代にチェコスロバキアリーグで5回優勝、1977年にはヨーロッパカップも制した。1978年にはメープルリーフ・ガーデンズでトロント・メープルリーフスとのエキシビションに出場している。
1979年にゴットヴァルドフに移籍、翌1980年にはオーストリアのクラーゲンフルトへ移籍、1982年にはフランティシェク・カベルレ（古河電工での登録名はフランタ・カベルレ）と共に日本の古河電工でプレー、西ドイツのデュースブルクで現役生活を終えた。
現役引退後チェコに戻り、かつて所属したクラドノを始めとする様々なレベルで指導をするとともに、親友のフランティセク・カベルレとホッケースクールを開いた。そこからはヤロミール・ヤーガーが羽ばたいた。
2009年にチェコアイスホッケー殿堂入りを果たした。2010年10月21日、心臓発作のため63歳で亡くなった。